# Josef Čermák (meziválečný politik)
Josef Čermák (1. ledna 1885 Brandýs nad Labem – 8. března 1960) byl československý politik a meziválečný poslanec Národního shromáždění za Komunistickou stranu Československa.

## Biografie
Po parlamentních volbách v roce 1925 se stal poslancem Národního shromáždění. Profesí byl podle údajů z roku 1925 průvodčím vlaku v Českých Budějovicích. V roce 1929 v souvislosti s frakčním bojem v komunistické straně (nástup skupiny mladých, radikálních komunistů, takzvaní Karlínští kluci, okolo Klementa Gottwalda) své působení ve straně ukončil a od února 1929 byl nezařazeným poslancem.